# Dalyston
Dalyston – miasto w Australii, w stanie Wiktoria.